# Cryptocephalus orotschena
Cryptocephalus orotschena là một loài bọ cánh cứng trong họ Chrysomelidae. Loài này được Jacobson miêu tả khoa học năm 1926.